# 星際浩劫
《星際浩劫》（英語：Starcrash）是一部1978年上映的美國科幻冒險片，由路易吉·柯齊執導並與Nat Wachsberger共同擔任編劇。電影主演包括馬喬·葛特納、卡羅琳·門若、克里斯多夫·柏麥、大衛·赫索霍夫、Judd Hamilton與喬·斯皮內洛。
該片1978年12月21日在西德搶先上映，1979年3月7日在美國的洛杉磯上映。

## 劇情
故事敘述一名非法走私客和她的同伴受到銀河皇帝的雇用，以拯救皇帝的兒子，並阻止邪惡伯爵釋放毀滅性的武器。

## 演員
- 卡羅琳·門若（英语：Caroline Munro）飾演史黛拉·斯塔爾（Stella Star）
- 馬喬·葛特納（英语：Marjoe Gortner）飾演艾克頓（Akton）
- Judd Hamilton飾演艾利（Elle）
- 大衛·赫索霍夫飾演賽門（Simon）
- 克里斯多夫·柏麥飾演皇帝
- 羅伯·泰西（英语：Marjoe Gortner）飾演托爾（Thor）
- 喬·斯皮內洛（英语：Joe Spinell）飾演查爾特·艾恩伯爵（Count Zarth Arn）
- 娜蒂亞·凱絲妮（英语：Nadia Cassini）飾演柯爾麗婭（Corelia）

## 反響
電影獲得的評價多為負面。爛番茄基於6篇評論，持有的新鮮度僅33%，平均得分4.9／10。多半受影評人批評電影的劇本薄弱、節奏不流暢、特效平庸。
但十多年後，部分影評人對本片改觀；DVD Talk的Kurt Dahlke認為，《星際浩劫》並沒有那麼糟糕，儘管被認為是《星際大戰》的可笑版，但《星際浩劫》的劇情發展荒謬到有趣，很適合幾個朋友喝著啤酒一起觀看。IGN的R.L. Shaffer給了本片10/10的好評，認為《星際浩劫》可謂是偉大的科幻電影與邪典文化，就如同《魔界屋2》、《力王》和《房間》。

## 外部連結
- 互联网电影数据库（IMDb）上《星際浩劫》的资料（英文）
- Starcrash at the Internet Archive
- AllMovie上《星際浩劫》的资料（英文）
- 爛番茄上《星際浩劫》的資料（英文）
- Starcrash B-Movie Review （页面存档备份，存于） at www.badmovies.org
- Star Crash - Scontri stellari oltre la Terza Dimensione （页面存档备份，存于） at terrediconfine.eu （意大利文）